# Divisione No. 3 (Alberta)
La Divisione No. 3 è una divisione censuaria dell'Alberta, Canada di 37 846 abitanti, che ha come capoluogo Fort Macleod.

## Comunità
- Paesi
  - Cardston
  - Claresholm
  - Fort Macleod
  - Granum
  - Magrath
  - Nanton
  - Pincher Creek
  - Stavely

- Villaggi
  - Cowley
  - Glenwood
  - Hillspring

- Frazioni
  - Beaver Mines
  - Chief Mountain Border Crossing
  - Del Bonita
  - Lundbreck
  - Twin Butte

- Distretti Municipali
  - Cardston County
  - Pincher Creek No. 9
  - Willow Creek No. 26

- Distretti di miglioramento
  - Waterton Lakes National Park (Improvement District No. 4)

- Riserve
  - Blood 148
  - Blood 148A